# Кастело (Удине)
Кастело (итал. Castello) је насеље у Италији у округу Удине, региону Фурланија-Јулијска крајина.
Према процени из 2011. у насељу је живело 378 становника. Насеље се налази на надморској висини од 10 м.